# 吃遍湄公河
《吃遍湄公河 》(Luke Nguyen's Greater Mekong) 節目共有十集，每集30分鐘；介紹肥沃的湄公河流域總計涵蓋六個國家的當地文化、美食為主，由澳洲越南裔知名主廚阮盧克主持 ，2013年7月23日起；台灣方面由旅遊生活頻道播出。
旅程以中國大陸西南部的雲南省做為起點，終點至泰國為止，透過對食物的熱愛與當地人搏感情，探索影響亞洲料理數千年之久的古老傳統與烹飪技巧。 

### 各集單元
- 20130723——第一集－中國大陸昆明
- 20130730——第二集－中國大陸大理與沙溪
- 20130806——第三集－中國大陸麗江
- 20130813——第四集－中國大陸西雙版納
- 20130820——第五集－緬甸仰光
- 20130827——第六集－緬甸茵麗湖
- 20130903——第七集－泰國北部
- 20130910——第八集－泰國清孔
- 20130917——第九集－泰國美斯樂
- 20130924——第十集－泰國清邁

## 外部連結
- TLC旅遊生活頻道：吃遍湄公河 （页面存档备份，存于）